# XC-35 (航空機)
ロッキード XC-35
- 用途：実験機
- 製造者：ロッキード
- 運用者：アメリカ陸軍航空隊
- 初飛行：1937年5月9日
- 生産数：1機
- 運用開始：1937年

ロッキード XC-35（Lockheed XC-35）は、与圧キャビンを備えたアメリカ合衆国で最初の双発実験機である。陸軍では当初「スーパーチャージド・キャビン」（supercharged cabin）と称された。世界初の与圧キャビンを備えた機体の栄誉はユンカース Ju 49のものとなった。XC-35は、アメリカ陸軍航空隊向けの与圧キャビン付きの機体の要求に応じてロッキード社のモデル 10 エレクトラから開発された。

## 設計と開発
高高度飛行の研究と与圧キャビンの実用性の試験が行える航空機を欲していたアメリカ陸軍航空隊は、ロッキード社と総額$112,197で実験機の製作契約を結んだ。高度25,000 ft (7,620 m)付近を飛行可能で最低でも高度25,000 ft (7,620 m)での2時間の飛行を含む滞空時間10時間の能力を持つ機体の要求が出された。オハイオ州のライト・フィールドにある陸軍航空隊技術部（Air Corps Engineering Division）に勤務する機体構造の専門家であるカール・グリーン（Carl Greene）少佐とジョン・ヤンガー（John Younger）が与圧キャビンの構造設計を担当した。両名はロッキード社と共に1機のモデル 10 エレクトラを10 psi程度の圧力差まで耐えられる円形断面を持つ新しい胴体に改造した。高い気圧差で運用中の破壊の可能性を防止するために新しく小さな窓が使用されていた。キャビンの与圧はエンジンのターボチャージャーのコンプレッサーからキャビン内へ導かれたブリードエアで作り出され、これは航空機関士により調整された。この機構は高度30,000 ft (9,144 m)を飛行中にキャビン内を高度12,000 ft (3,658 m)の気圧に維持することができた。胴体は前部の与圧区画と後部の非与圧区画という2つに分離されていた。前部区画には2名のパイロット、航空機関士1名と乗客2名までを収容した。後部区画には1名を搭乗させることができたが与圧されていなかったため低高度でのみ使用することができた。
XC-35は、基となったモデル 10 エレクトラの出力450 hp (336 kW)のプラット・アンド・ホイットニー R-985-13の代わりに出力550 hp (410 kW)のXR-1340-43を搭載していた。このエンジンは、高高度の薄い空気の中でも稼動できるようにターボチャージャーを装着していた。

## 運用の歴史
XC-35は1937年5月にライト・フィールドに納入され、8月5日に初飛行を行った。この機体による広範囲な飛行試験により陸軍航空隊はコリアー・トロフィーを受賞した。XC-35から得られた成果は、与圧キャビンを備えた初の量産機であるボーイング307やB-29 スーパーフォートレスの開発に重要な役割を果たした。
陸軍航空隊の幹部はこの新技術に大変信頼を寄せており、XC-35を戦争長官補佐官であり後のアメリカ合衆国国防長官であるルイス・ジョンソン用の要人輸送機に使用するほどであった。
1943年に悪天候が飛行中の航空機に及ぼす影響を収集するためにNACAのパイロットであるハーバート・H・フーヴァー（Herbert H. Hoover）が操縦するXC-35が雷雨の中を飛行した。
XC-35は1948年にスミソニアン博物館の国立航空宇宙博物館へ寄贈され、そこに長期間保管されている。

## 要目

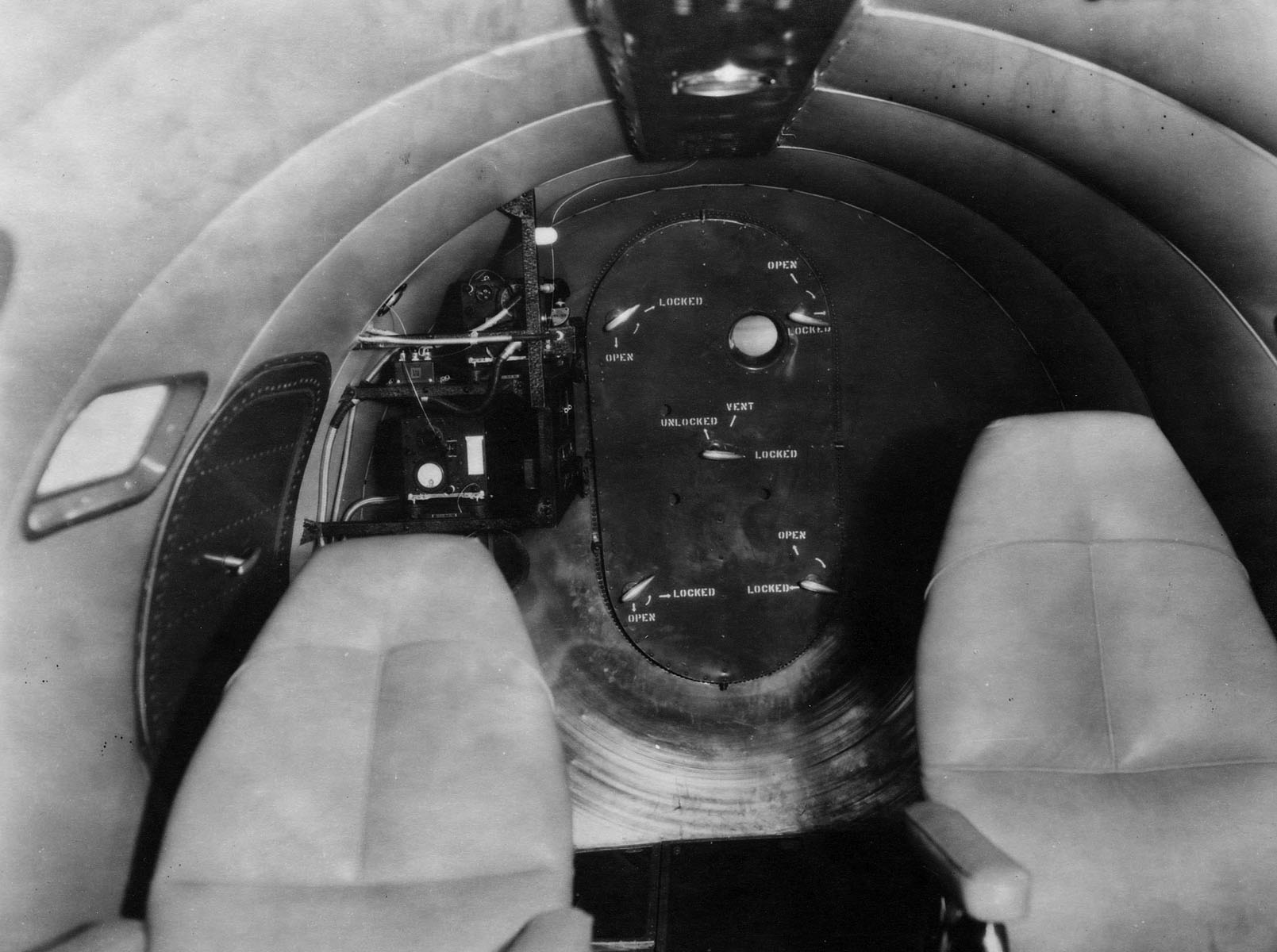
前部区画からみた後部の隔壁

(Lockheed XC-35) 
- 乗員：3名
- 乗客：6名
- 全長：11.8 m (38 ft 7 in)
- 全幅：16.8 m (55 ft 0 in)
- 全高：3.1 m (10 ft 1 in)
- 翼面積：42.6 m² (458 ft²)
- 翼面荷重：111.7 kg/m² (22.9 lb/ft²)
- 全備重量：4,760 kg (10,500 lb)
- 最大離陸重量：
- エンジン：2 × プラット・アンド・ホイットニー R-1340-43、550 hp (410 kW)
- 最大速度：380 km/h (236 mph)
- 巡航高度：9,600 m (31,500 ft)
- 航続距離：1,285 km (800 mi)